# Bert Lance

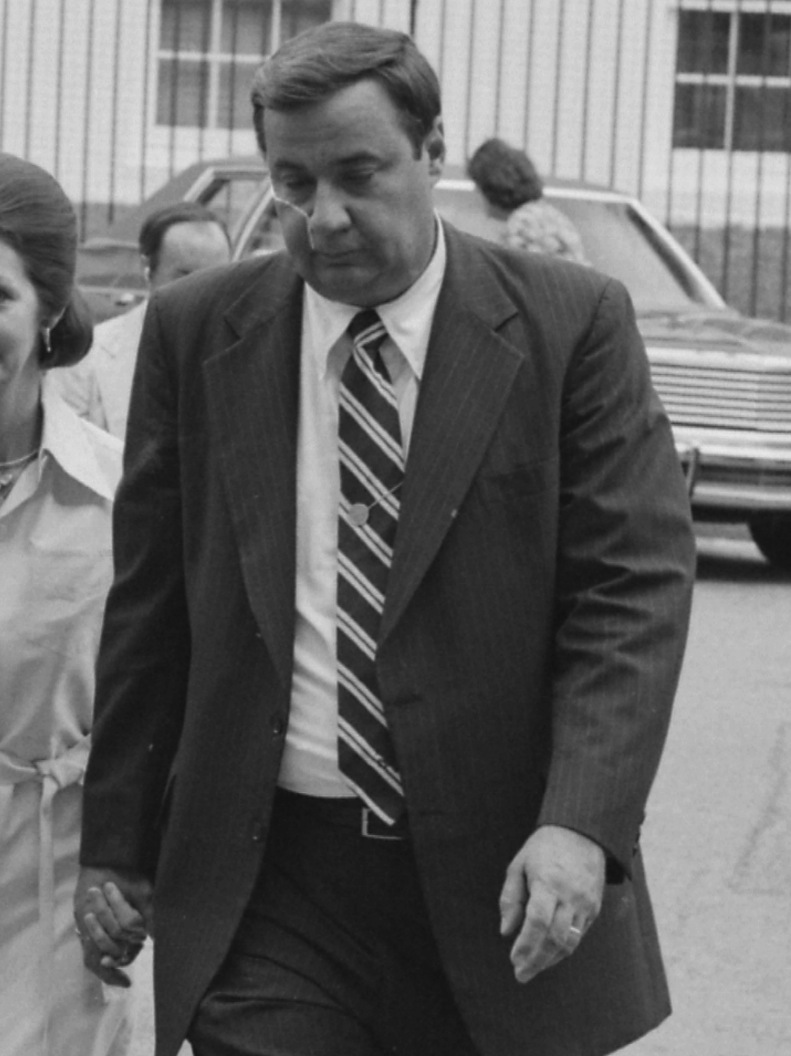
Lance en 1977

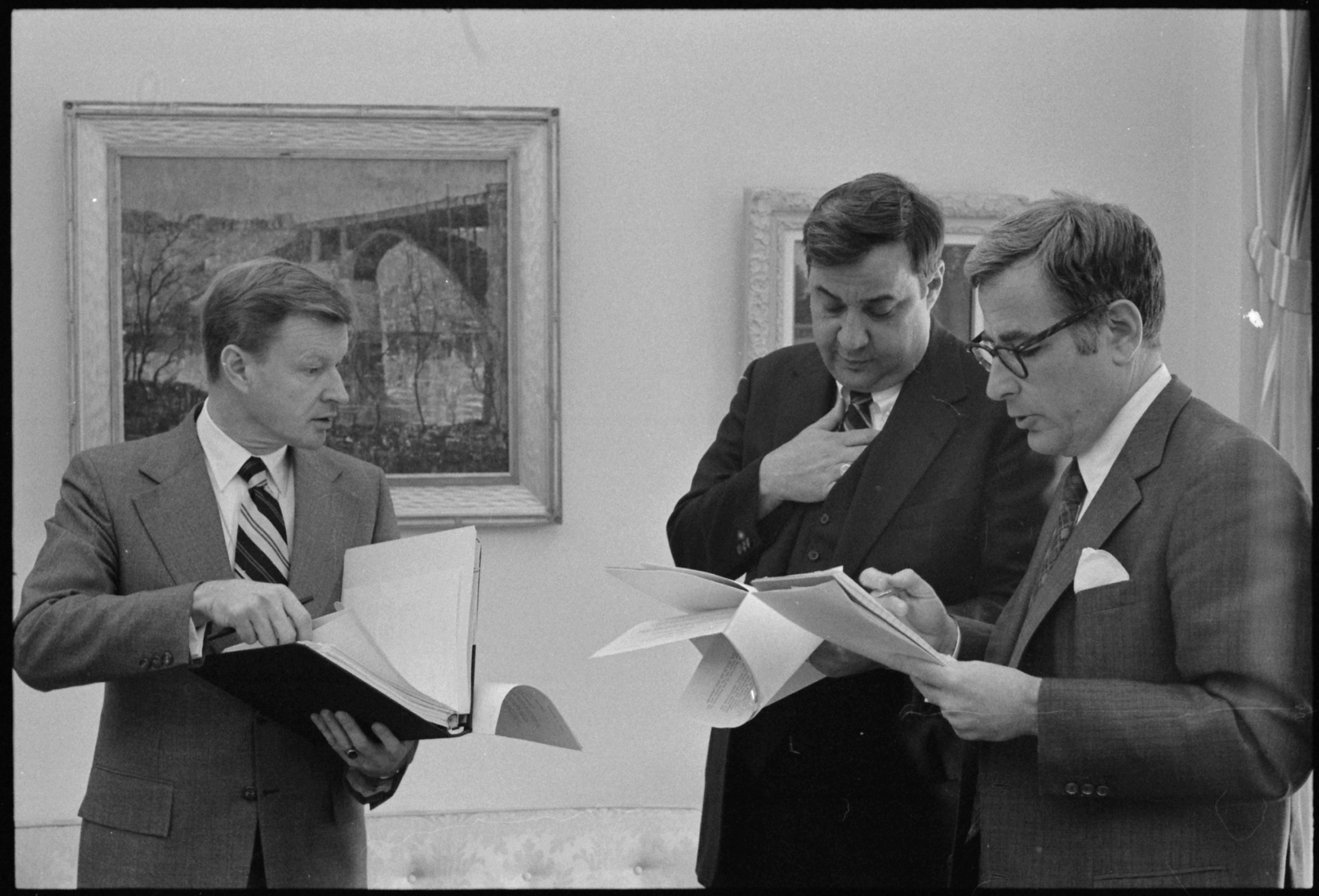
Lanza (centro) con el Consejero de Seguridad Nacional Zbigniew Brzezinski y el secretario de Defensa, Harold Brown.

Thomas Bertram "Bert" Lance (3 de junio de 1931 - 15 de agosto de 2013) fue un empresario estadounidense, quien fue director de la Oficina de Gerencia y Presupuesto bajo el presidente Jimmy Carter. Es conocido principalmente por su renuncia a la administración del presidente Jimmy Carter, debido a un escándalo en 1977. Fue absuelto de todos los cargos.
Lance murió el 15 de agosto de 2013 en su casa en el noroeste de Georgia a los 82 años de edad. Él había estado en cuidados paliativos debido a la reciente disminución de la salud.
La frase utiilizada mucho en ingeniería, “Si no está roto no lo arregles”, en inglés "If it ain't broken, don't fix it", fue popularizada por Bert Lance durante el gobierno de Jimmy Carter proponiendo que el Gobierno Estadounidense en ese momento la adoptara. Lance explicaba: “Ese es el problema del Gobierno, arregla cosas que funcionan bien pero no arregla las que funcionan mal. Y al arreglar lo que funciona, termina estropeándolas". 